# Carex rieseana
Carex rieseana är en halvgräsart som beskrevs av Ernst Figert. Carex rieseana ingår i släktet starrar, och familjen halvgräs. Inga underarter finns listade i Catalogue of Life.